# Beckergrube

Die Beckergrube (rot markiert)

Die Beckergrube während der Arbeiten zur Neugestaltung (April 2025)

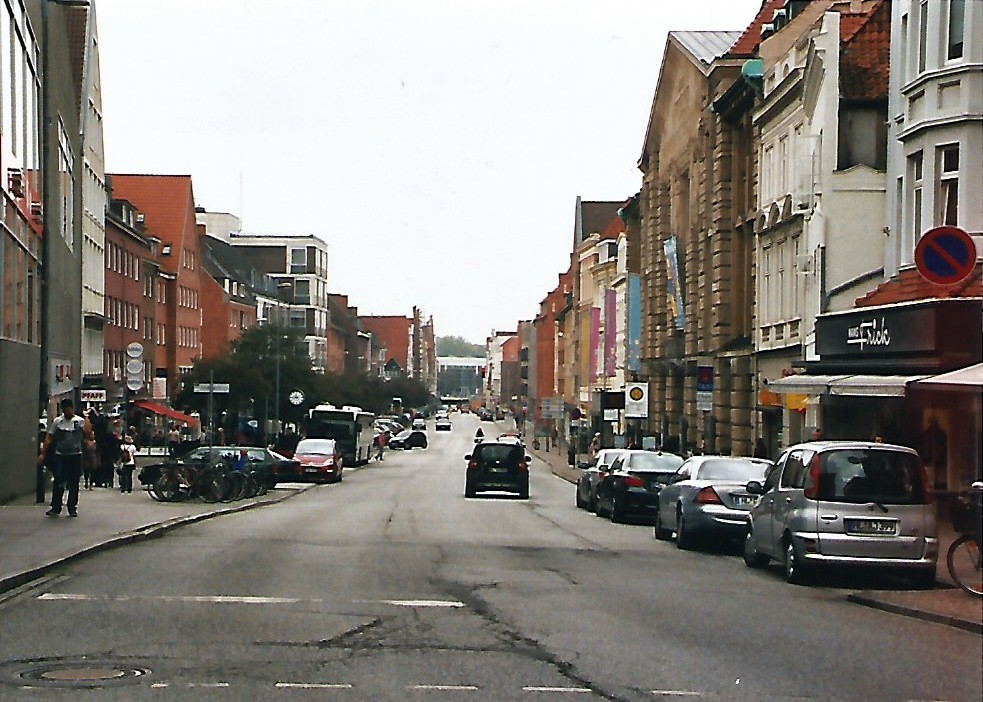
Die Beckergrube; Blick von der Pfaffenstraße in Richtung Trave (2014)

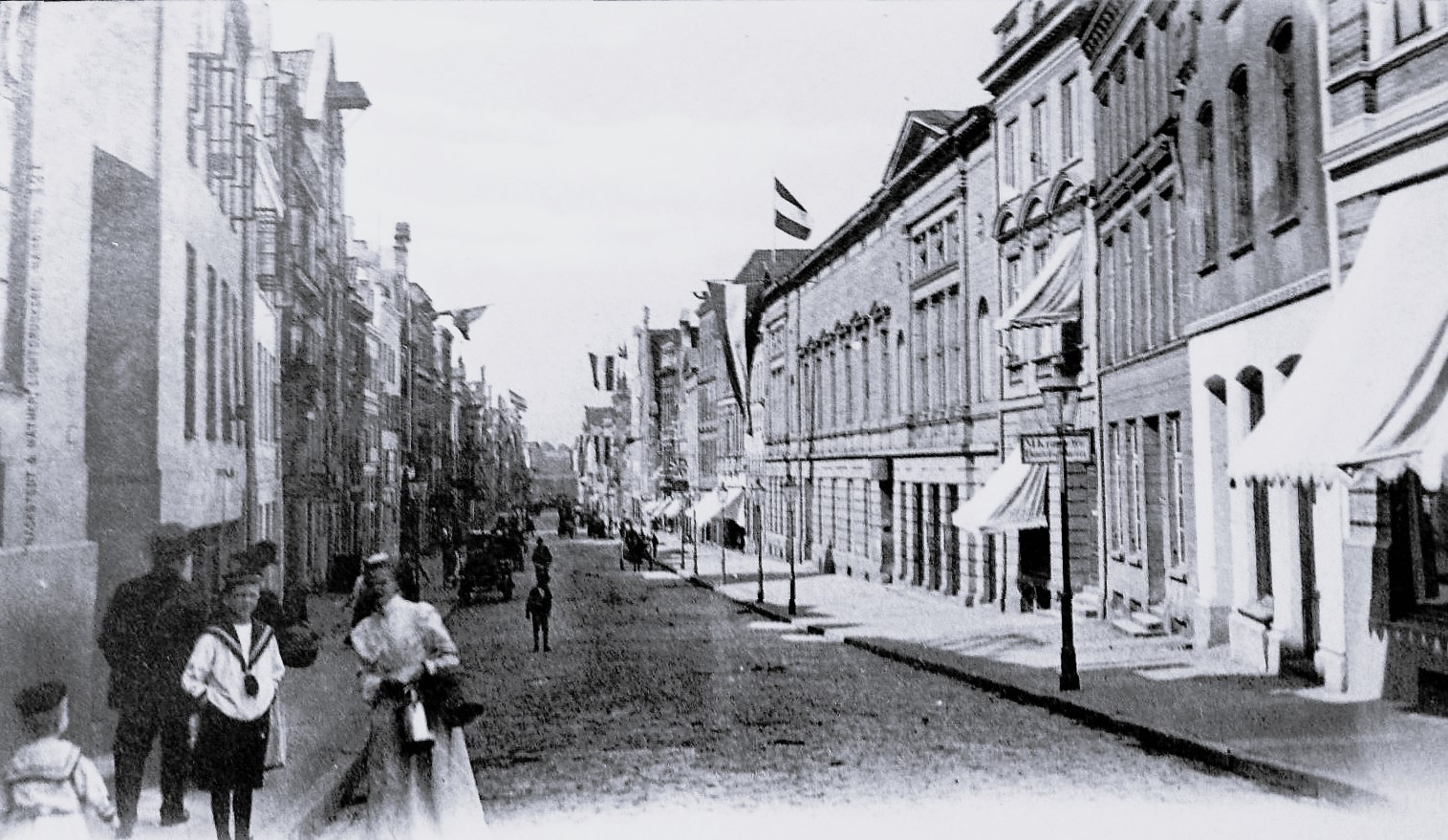
Die Beckergrube vor 1900

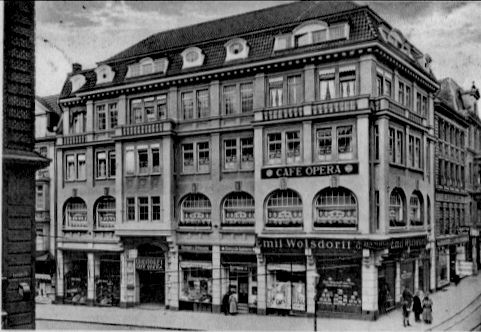
Konditorei und Cafe Opera, Handlung Emil Wolsdorff (1925)

Die Beckergrube (lat. Fossa pistorum) im Marien-Magdalenen Quartier ist eine Straße in der Lübecker Altstadt.

## Verlauf
Die Beckergrube zweigt an der gemeinsamen Kreuzung mit der Pfaffenstraße von der Breiten Straße ab und übernimmt dort die Ableitung des ÖPNVs und des MIVs vor der hier beginnenden Fußgängerzone. Die Pfaffenstraße verbindet die Breite Straße an dieser Stelle mit der Königstraße und der Glockengießerstraße.
Die Beckergrube führt wie alle Lübecker Gruben vom Kamm des Altstadthügels zum alten Hafen an der Trave hinab. Der abzweigende Schüsselbuden führt zur mittleren Mengstraße und an der Marienkirche vorbei westlich des Lübecker Marktes zur Holstenstraße.
Die Beckergrube führt direkt auf die am anderen Ufer der Trave gelegene Musik- und Kongresshalle Lübeck zu, die auf ihrem Dach von Den Fremden von Thomas Schütte gekrönt wird, die an dieser Stelle eindringlich daran erinnern, dass der Lübecker Hafen von der Deutschen Ostkolonisation bis zur Vertreibung bei und nach Ende des Zweiten Weltkriegs neben dem Warenverkehr auch stets der Migration von Menschen gedient hat.

## Neugestaltung ab 2024
Teil des Rahmenplans Innenstadt mit Mobilitätskonzept, das von der Lübecker Bürgerschaft im Herbst 2019 beschlossen wurde, ist eine komplette Neugestaltung der Beckergrube. Zentrale Absicht hierbei ist, die bislang primär auf den Kraftfahrzeug-Durchgangsverkehr ausgerichtete Beckergrube fußgängerorientiert zu erneuern. Die Neugestaltung, die nach Plänen des dänischen Landschaftsarchitektur- und Stadtplanungsbüros 1:1 Landskab erfolgt, sieht unter anderem eine erhebliche Vergrößerung der Fußgängern vorbehaltenen Flächen, die durchgehend ein einheitliches Pflaster erhalten sollen, eine Beseitigung des ruhenden Verkehrs, die Pflanzung einer großen Anzahl von Straßenbäumen und die Schaffung eines platzartigen Bereichs vor dem Stadttheater vor. Die Arbeiten am ersten Bauabschnitt, der vom Ostende der Beckergrube bis zur Einmündung der Straße Fünfhausen reicht, begannen am 15. Oktober 2024 und sollen bis Herbst 2026 abgeschlossen sein; anschließend folgt der zweite Bauabschnitt, der vom Fünfhausen bis zur Untertrave reicht.

## Denkmalgeschützte Häuser
Unter Denkmalschutz stehen im oberen Teil die Hausgrundstücke Beckergrube 6–16 gerade. Dabei ragt das Stadttheater des Architekten Martin Dülfer im Jugendstil dominant heraus. Die linke Straßenseite hingegen zeigt sich infolge des Bombenangriffs 1942 als schlichte Wiederaufbauarchitektur der 1950er Jahre. Das Gebäude der HSH Nordbank an der Ecke zur Breiten Straße wurde im Winter 2008 abgerissen und ist durch einen modernen Kaufhausneubau ersetzt worden.
In der unteren Beckergrube stehen die Häuser Nrn. 63–73, 79, 83–89 und 95 ungerade und die Grundstücke 76, 82, 86 (Historische Weinhandlung von Melle) und 88 unter Denkmalschutz.

## Weitere wichtige Anlieger
Im Mittelteil der Beckergrube befindet sich das Gebäude des Lübecker Unternehmens Possehl sowie der Sitz der kulturell und sozial in Lübeck äußerst einflussreichen Possehl-Stiftung. Im denkmalgeschützten Haus 71 hat das von Roy Petermann geführte Restaurant Wullenwever seinen Sitz. Das Wohnhaus und der Firmensitz der Familie Mann wurde 1882 aus der Mengstraße in das 1942 zerstörte Haus 52 verlegt. Die ebenfalls bei dem Angriff zerstörte Nr 22 war einst ein Werk Joseph Christian Lillies.

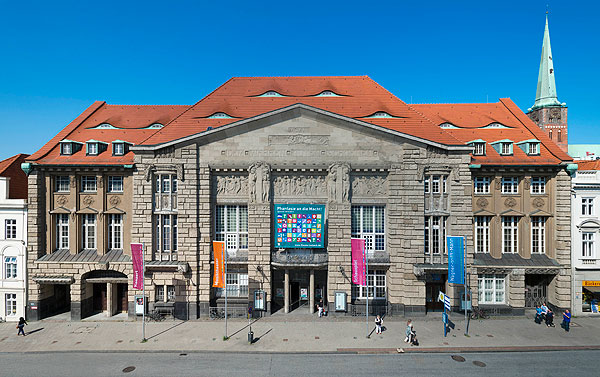
Theater Lübeck
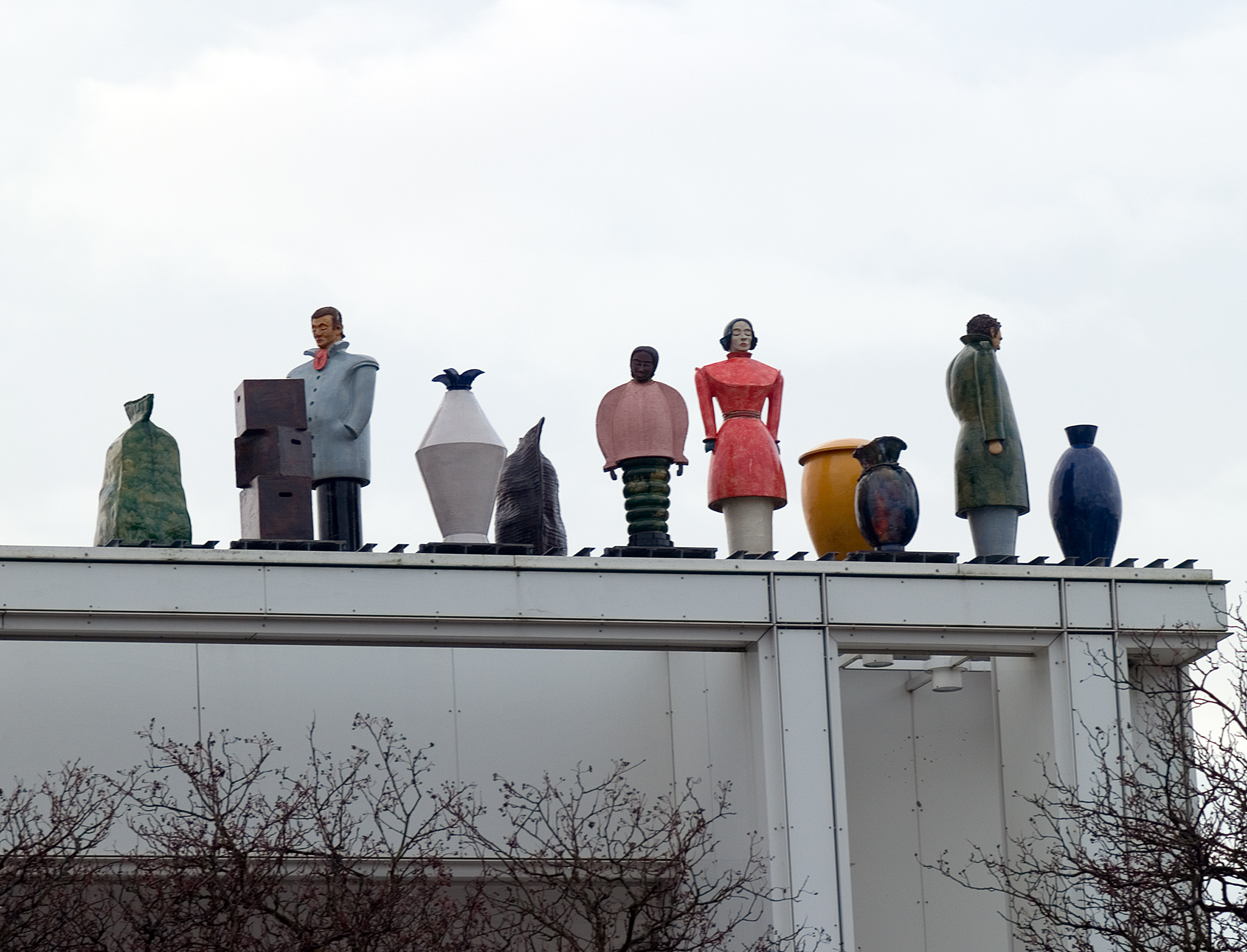
Blick von der Beckergrube auf Die Fremden auf der Musik- und Kongresshalle
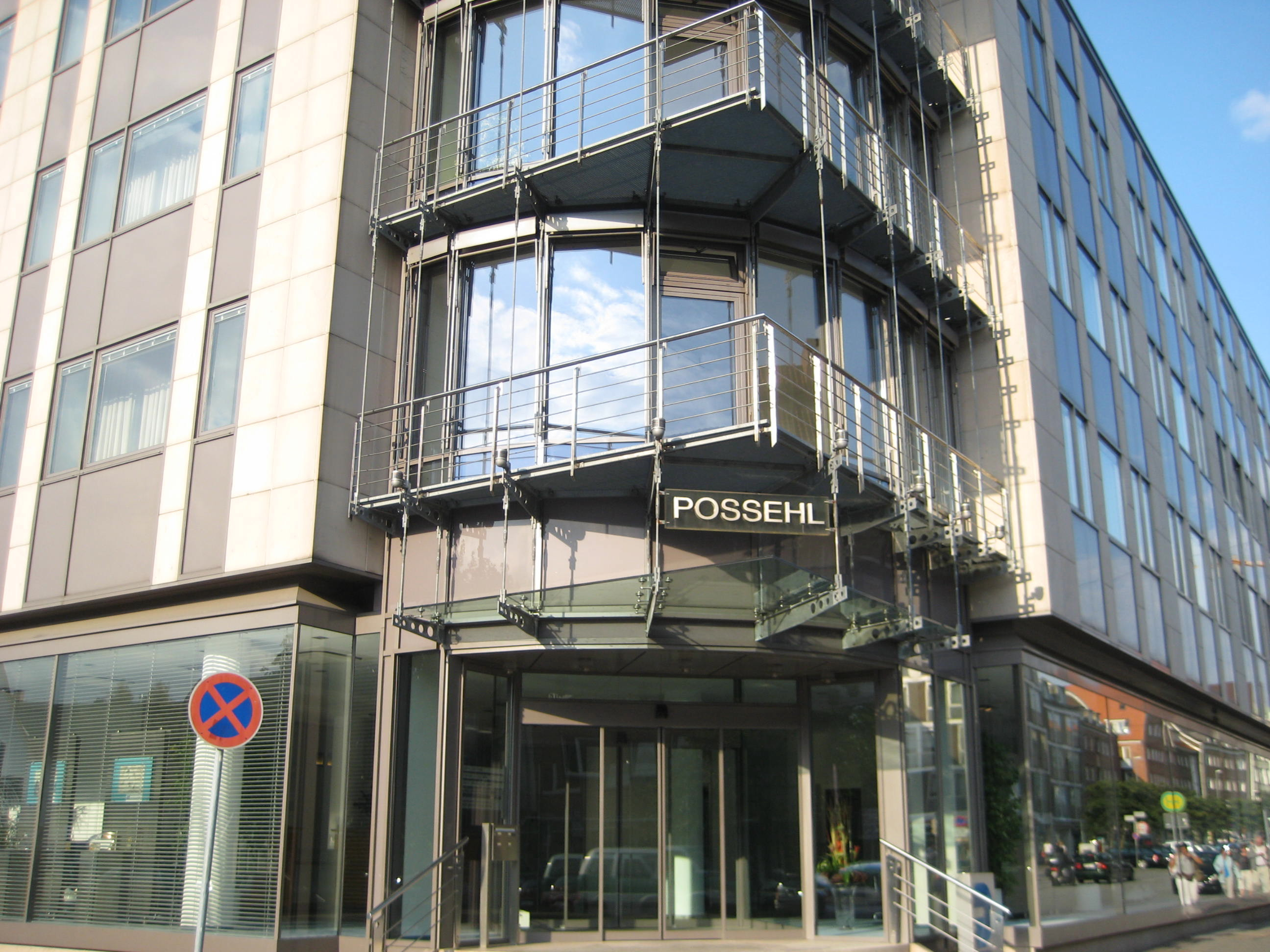
Die Firma Possehl hat ihren Sitz in der Beckergrube
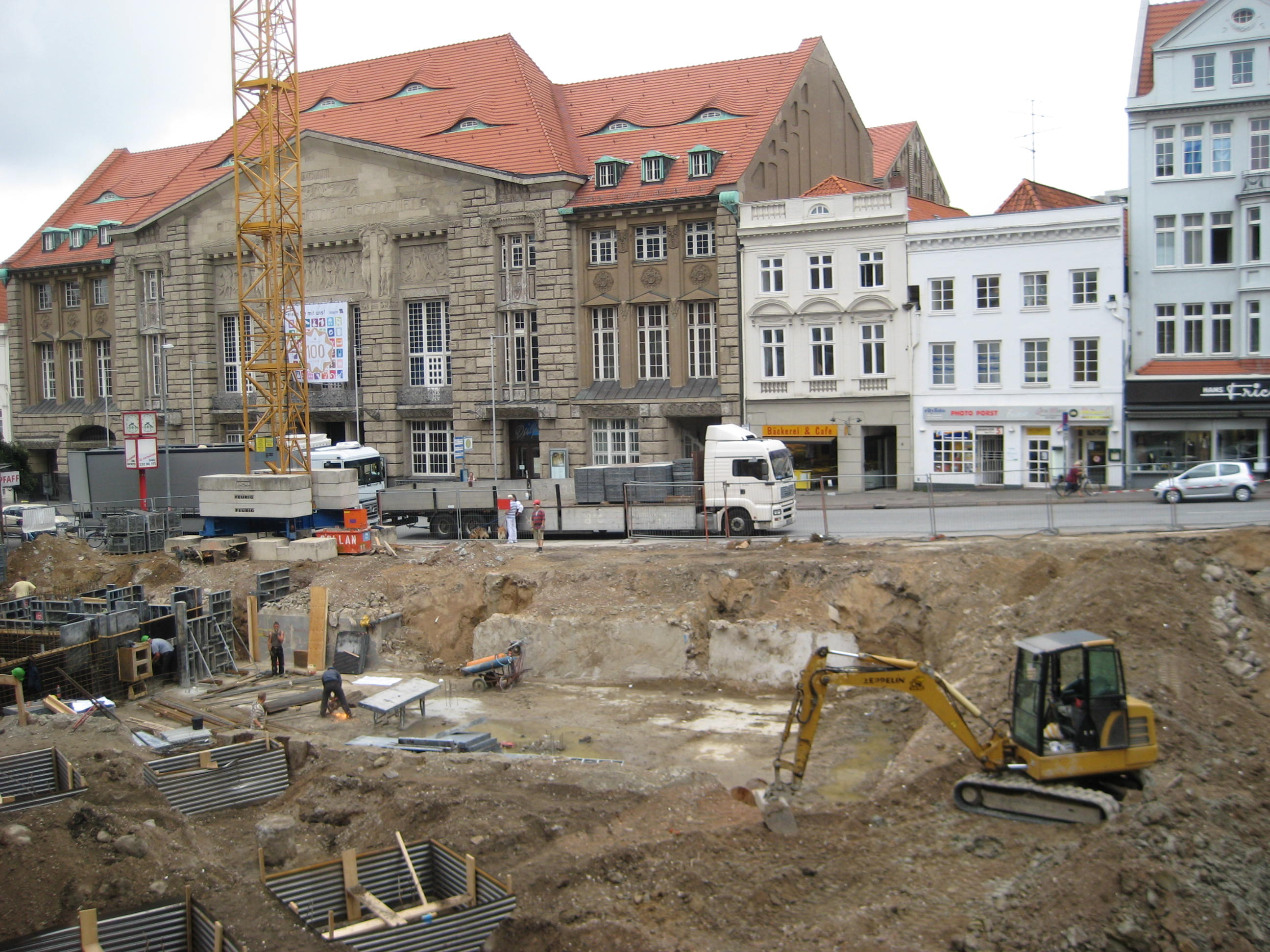
Ehemaliger Standort der HSH Nordbank an der Ecke Beckergrube/Breite Straße
Die Nr. 22 ist das zweite Haus von rechts der hiesigen zerstörten Häuser
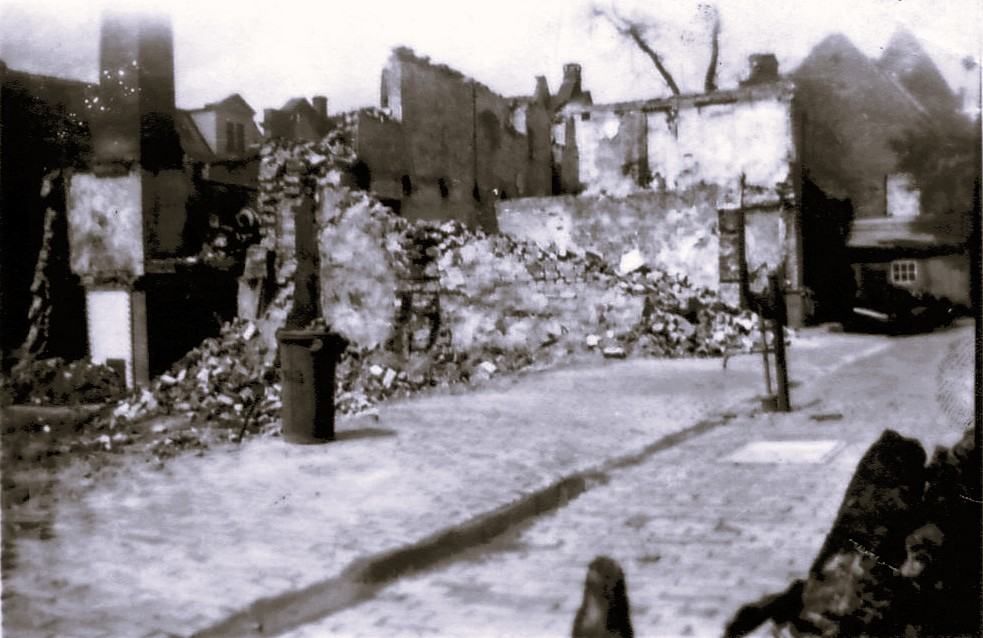
Beckergrube; Nr. 28 nach dem Bombenangriff 1942
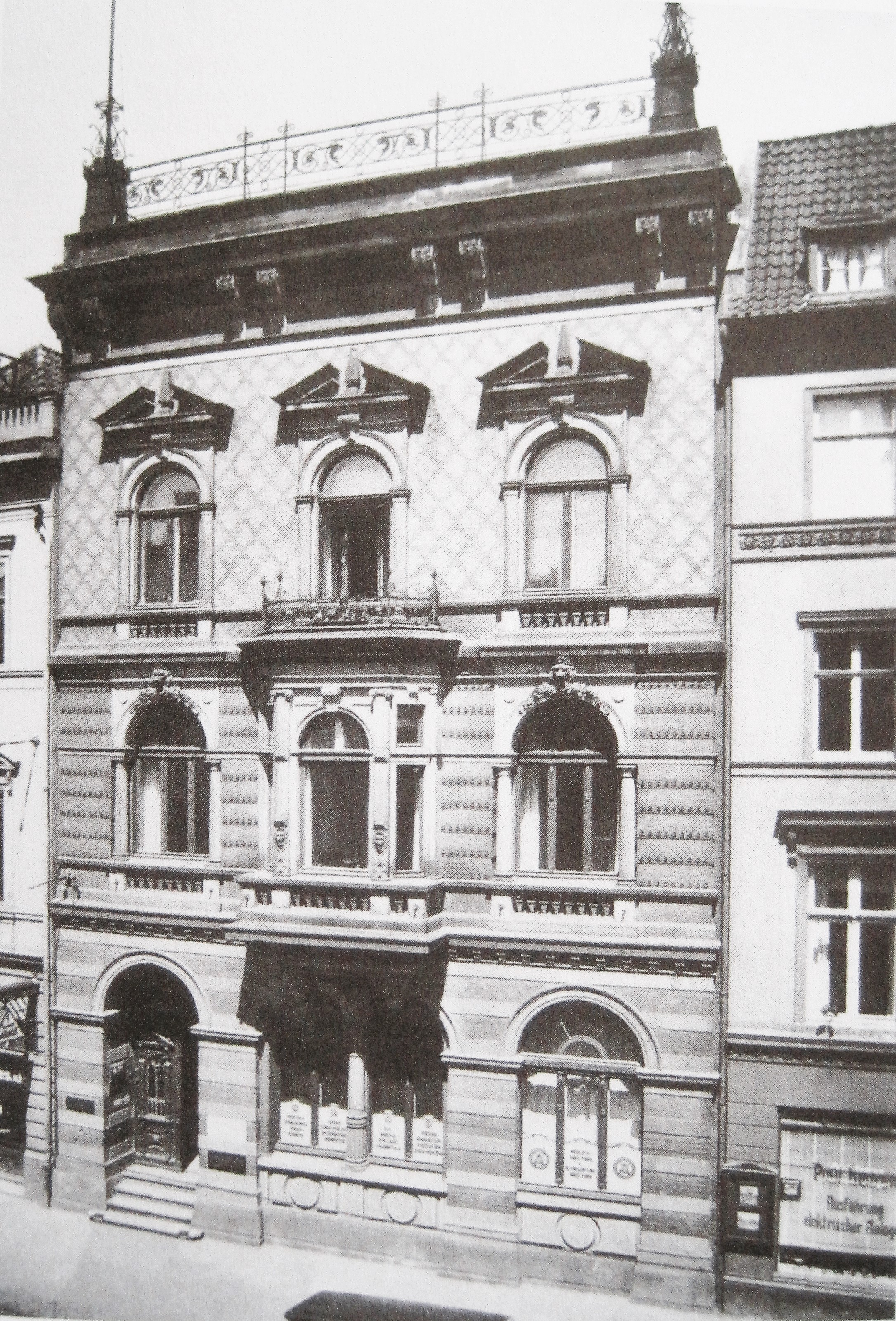
1942 zerstörtes Elternhaus der Brüder Mann
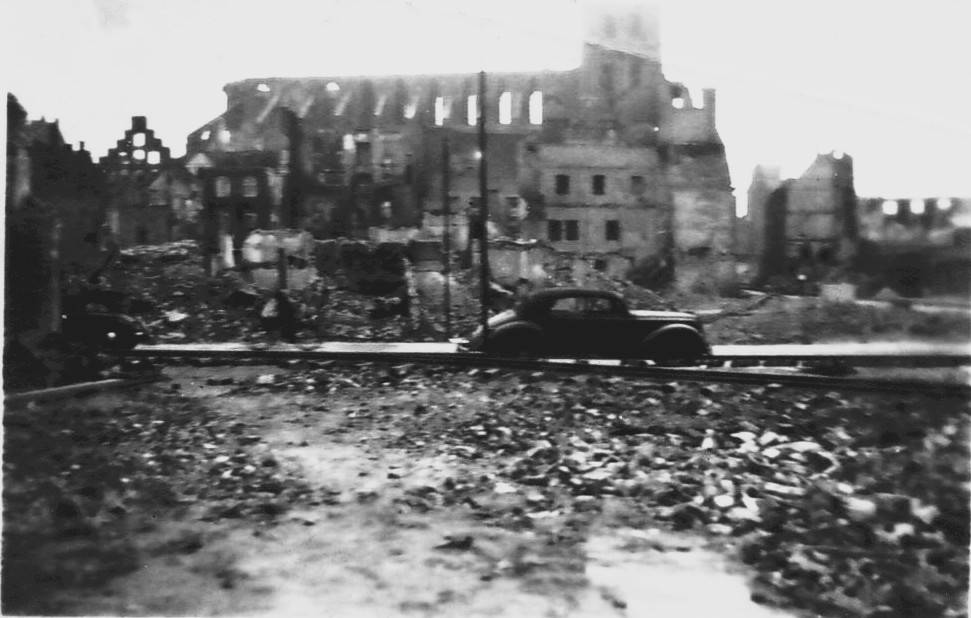
Beckergrube nach dem Bombenangriff 1942
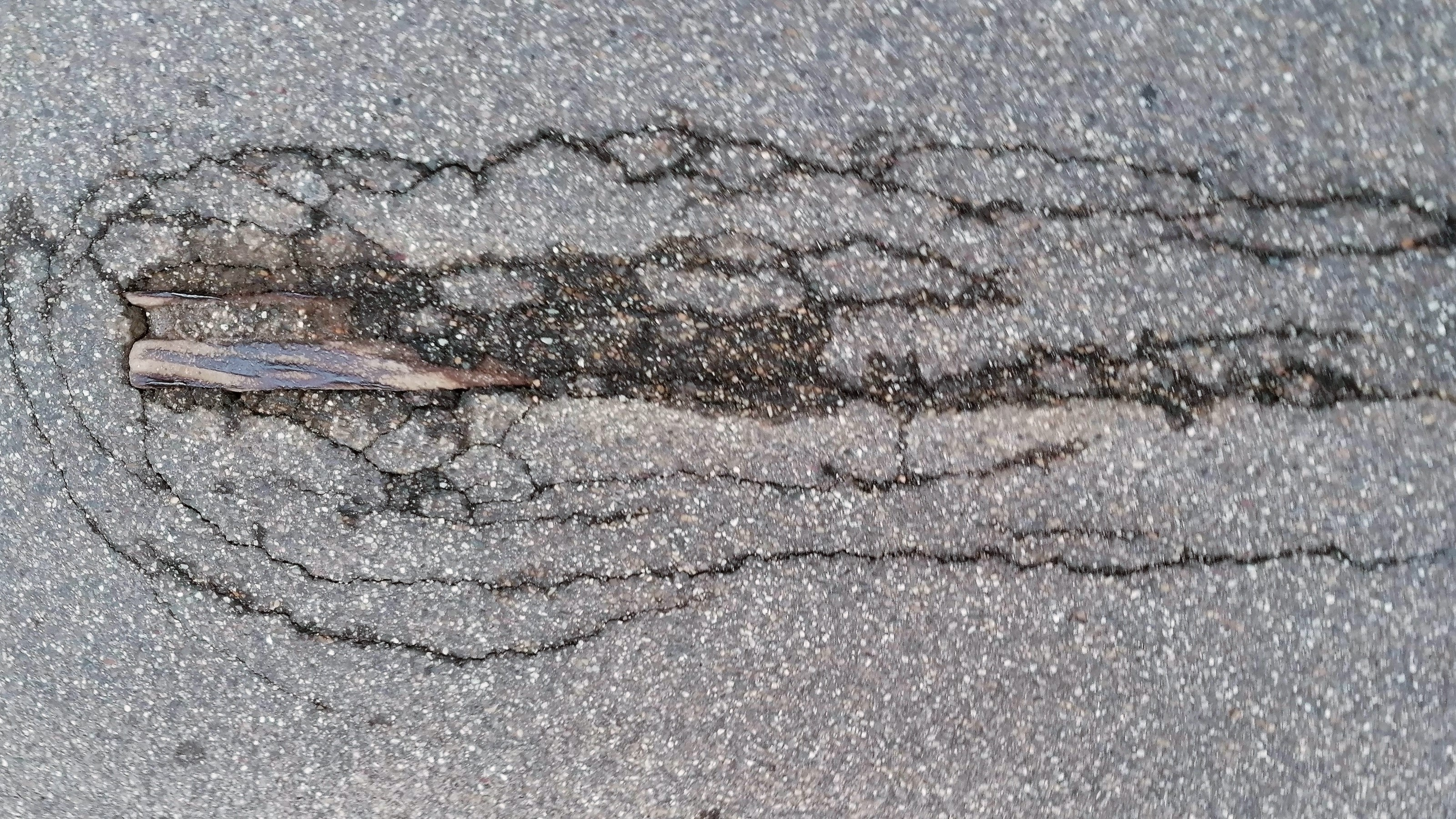
1959 stillgelegter Schienenstrang der Straßenbahn (2023)

- siehe auch Liste abgegangener Lübecker Bauwerke#Beckergrube für nicht mehr vorhandene Bauwerke.

## Gänge und Höfe
Von der Beckergrube gingen folgende Lübecker Gänge und Höfe ab (nach Hausnummern):
- 17: Brokes Gang (eigentlich kein Wohngang, sondern rückwärtiger Zugang zur Mengstraße 6. Abgängig)
- 18: Töpfergang (verschwand bei dem Umbau in den 1880er Jahren)
- 21: Buschen Gang (nach 1753 abgerissen)
- 28: Ahrends Torweg (1942 zerstört)
- 47: Kopeis Torweg (abgängig)